# روب جونسون (صحفي)
روب جونسون (بالإنجليزية: Rob Johnson)‏ هو صحفي أمريكي، ولد في 1 أبريل 1968.